# Poulsbo
Poulsbo è il nome in codice del chipset che, abbinato al processore Atom Silverthorne, va a costituire la piattaforma Intel Centrino Atom Menlow presentata ad aprile 2008, per il segmento dei sistemi ultra portatili UMPC e i MID.

## Caratteristiche tecniche
Poulsbo contribuisce ad aumentare l'efficienza dell'intera piattaforma grazie al fatto che è di tipo ad un unico chip, integrando quindi in un unico componente sia il northbridge sia il southbridge. Si tratta di un approccio innovativo per Intel che storicamente ha sempre utilizzato 2 chip separati per gestire l'elettronica dell'intero sistema: il northbridge viene in genere chiamato MCH (Memory Controller Hub), mentre il southbridge è l'ICH (I/O Controller Hub).
In virtù della caratteristica ad "un unico chip" di Poulsbo, Intel ha deciso di definirlo SCH (acronimo di System Controller Hub). Esso è in grado di offrire supporto a 2 GB di memoria RAM DDR2 a 533 MHz (sebbene solo in modalità single channel), 2 slot PCI Express x1 e 1 canale PATA in standard Ultra-ATA 100; a questo aggiunge fino a 8 porte USB 2.0 e slot per schede di memoria SD. Il sottocomparto grafico è il GMA 500 a shader unificati e funzionante a 100 MHz oppure a 200 MHz (400mhz nella GMA 600) a seconda delle versioni, e prevede il supporto all'alta definizione nei formati H.264, MPEG-2, MPEG-4, VC-1 e WMV9 fino a 1920x1080 pixel. Infine l'audio integrato è a sua volta una versione ridotta dell'Intel High Definition Audio (conosciuto attraverso il suo nome in codice Azalia), limitata a 2 soli canali, che diventano 5.1 con l'uso delle cuffie.
Nel complesso il design del chipset è rimasto molto tradizionale, ma in ogni caso durante il suo sviluppo è stata posta molta attenzione al consumo energetico che rimane all'interno dei 2,3 W, grazie anche ad un nuovo bridge "FSB-to-memory", che riduce il traffico di scrittura sulla memoria, così da mantenere la RAM in modalità self-fresh il più a lungo possibile.
Sebbene si tratti di un chipset a singolo chip, di fatto esso integra un vero e proprio ICH, e precisamente una variante dell'ICH7 introdotto originariamente dal chipset desktop i945 Lakeport e in ambito mobile dalla variante Calistoga (che integrava l'ICH7-M, ovvero la versione mobile). Le specifiche relative al supporto I/O citate in precedenza, sono infatti le stesse previste dall'ICH7, ma in Poulsbo esso funziona a soli 33 MHz, a differenza della versione originale che raggiungeva i 125 MHz.
Dal punto di vista del processo produttivo, inspiegabilmente Intel utilizza quello a 130 nm, decisamente più obsoleto di quello a 45 nm utilizzato per il processore Silverthorne a cui viene abbinato, e questo si traduce in una dimensione complessiva del chipset più elevata di quella della CPU, ovvero 22x22 mm contro 13x14 mm. Il produttore ha motivato tale decisione adducendo giustificazioni legate al costo produttivo ed è proprio la dimensione fisica che rende la piattaforma Menlow indicata solo per gli UMPC e MID e non per gli Smartphone.
Il supporto per i dispositivi di archiviazione come gli hard disk è disponibile solo attraverso lo standard PATA e non l'ormai diffuso SATA, sia per questioni di consumo energetico, sia per problemi di "indecisione" del mercato presente durante lo sviluppo del chipset, in quanto non era ancora chiaro quale standard sarebbe diventato di uso comune in questo tipo di dispositivi, che inizialmente erano di tipo SSD e solo poco più tardi per il settore netbook è diventato standard gli hard disk tradizionali in formato 1,8" e 2,5".

## Il successore
Il successore del processore Atom Silverthorne abbinato al chipset Poulsbo è conosciuto col nome in codice di Lincroft e sarà un System on a Chip (SoC), ovvero integrerà al suo interno anche il comparto grafico e il controller della memoria RAM. Di conseguenza parte delle funzioni che nella piattaforma Menlow vengono gestite da Poulsbo, nella futura Moorestown saranno gestite dal processore stesso e quindi il successore di Poulsbo avrà in realtà meno funzioni da svolgere rispetto al proprio predecessore; in ogni caso il chip che andrà ad accompagnare il processore Lincroft e che si occuperà principalmente della gestione dell'I/O (per questo indicato da Intel come un "Communications Hub"), si chiamerà Langwell.